# Elena Tokun
Elena Vasilyevna Tokun (em russo, Елена Васильевна Токун: Moscou, 15 de março de 1974) é uma jogadora de polo aquático russa, medalhista olímpica.

## Carreira
Elena Tokun fez parte do elenco medalha de bronze em Sydney 2000